# Base de Apoyo Logístico Paraná
La Base de Apoyo Logístico "Paraná" (BAL Paraná) es una unidad de caballería del Ejército Argentino con asiento de paz en la guarnición militar de Paraná, con dependencia orgánica de la II Brigada Blindada y con dependencia funcional de la Dirección de Arsenales.

## Historia
El 5 de noviembre de 1953 fue creado el «Taller de Mantenimiento “Paraná”» para proporcionar apoyo logístico al II Cuerpo de Ejército. Fue creado sobre la base de personal y medios de la Sección de Reparación de Automotores del Taller de Reparaciones «Crespo», bajo dependencia de la Dirección General de Material Mecanizado. En 1960 pasó a depender de la Dirección General de Material del Ejército y al crearse en 1964 el Comando de Arsenales, quedó bajo su dependencia.
La unidad permaneció como tal hasta que el 5 de noviembre de 1965 se creó con ella la Compañía de Arsenales 2, para brindar apoyo logístico a los elementos de la II Brigada de Caballería Blindada, a la que pasó a depender desde 1968.
En 1978, la Argentina aprestó sus Fuerzas Armadas en previsión de un conflicto armado con la República de Chile. En Río Gallegos, el 18 de diciembre de 1978 la Compañía de Arsenales 2 integró el «Batallón Logístico 2 “Movilizado”», junto con otras unidades que pertenecían a la II Brigada (la Compañía de Sanidad del Hospital Militar «Paraná», la Compañía de Transporte Movilizada y la Sección de Intendencia 2 perteneciente al Comando de la IIda Brigada de Caballería Blindada). El 30 de enero de 1979 fue disuelto el «Batallón Logístico 2 “Movilizado”» y la Compañía de Arsenales 2 regresó a Paraná.
El 17 de noviembre de 1982 se organizó el «Batallón Logístico 2», sobre la base de la Compañía de Arsenales 2 y de la Sección de Intendencia 2. Quedó constituido por los siguientes elementos: Escuadrón Comando y Servicios, Escuadrón Arsenales, Escuadrón Transporte, Escuadrón Sanidad y Sección Intendencia. El 31 de diciembre de 1991 fue disuelta la Compañía de Intendencia 121 y parte de personal y material pasó a integrar el «Batallón Logístico 2», constituyéndose con la Sección Intendencia el Escuadrón Intendencia.
El 1 de enero de 1992 el Batallón Logístico 2 se transformó en la «Base de Apoyo Logístico “Paraná”». El 1 de agosto de 2003 pasó a ocupar las instalaciones del Ex-Escuadrón de Ingenieros Blindados.

## Organización
Se organiza según el cuadro de organización BAL Tipo B, que establece:
- Jefatura y Plana Mayor.
- Escuadrón Comando y Servicios.
- Escuadrón Arsenales.
- Escuadrón Transporte.
- Escuadrón Sanidad.
- Escuadrón Intendencia.